# 到你的城市
『到你的城市』是ASIAN KUNG-FU GENERATION第6張單曲。

## 解説
是接著「重寫」連續幾個月發行的專輯。在這個奇妙的PV裡面，演奏「君の街まで」（到你的城市）的團員身旁有水上芭蕾的出現，在中段還有巨大的螃蟹出現在泳池裡。身為選手的教練山本晋也亦以監督的身份參與製作。這個PV得到了SPACE SHOWER Music Video Awards2005中，BEST CONCEPT VIDEO的殊榮。
AKG於SPACE SHOWER Music Video Awards獲獎是繼前年的「君という花」（以妳為名的花，BEST NEW ARTIST VIDEO）連續第2年得獎，之後一年的「Blue Train」亦獲得BEST GROUP VIDEO，變成了3年連續得獎。當初雖然以CCCD的形式發售，但現在已經變成了絕版。單曲中收錄 的「Hold me tight」是於初期階段已經存在的歌曲。亦數次於Live的安可部份演奏過。

## 收錄曲
1. （到你的城市）
2. Hold me tight
  - 與自主製作盤中收錄的歌詞的一部分有異。製作時期是比出道的時候還要前的時期，於大學的輕音樂部時代已經存在的歌曲。本來是Live的例行歌曲，亦是所謂「只能在Live才聽到的歌曲」故此在樂迷以外的滲透度很低，自從將MOTHER MUSIC RECORDS内的Live錄音OA(On Air，即在電台播放)後大受好評，希望歌曲發行的聲音也從而增加，結果被單曲化。自此以來，也有不少為了聽這首歌曲而購買了這張單曲的人。